# Коломийцев, Евгений Дмитриевич
Евгений Дмитриевич Коломийцев (род. 16 мая 1990, Красноярск) — российский регбист, центр (центральный трёхчетвертной).

## Биография
Воспитанник «Красного Яра». В 2011 году становится самым результативным в команде по попыткам (9 заносов). Защищает цвета клуба с начала десятых годов, но в основной является игроком ротации. В 2014 году с рядом других игроков клуба (Рябов, Гольштейн, Битиев, Стурза, Баженов) был отдан в аренду в «Новокузнецк». В составе красноярцев дважды чемпион России (2013 и 2015) и многократный серебряный призёр. Четырежды завоёвывал Кубок страны. Также выступал за «яровцев» в регби-7.

## Карьера в сборной
В 2009 году сыграл за юниорскую сборную на Первенстве Европы среди юниоров.
В 2014 дебютировал за сборную России по регби-7.
В 2015—2016 годах провёл за сборную России по регби 4 матча.

## Достижения
- Чемпионат России:
  -  Чемпион России: 2013, 2015
  -  Серебряный призёр чемпионата России: 2012, 2016, 2017, 2018, 2019
  -  Бронзовый призёр чемпионата России: 2021
- Кубок России:
  -  Обладатель Кубка России: 2013, 2015, 2018, 2019
  -  Финалист Кубка России: 2020
- Суперкубок России
  -  Обладатель Суперкубка России: 2016